# Еркнер
Еркнер (њем. Erkner) град је у њемачкој савезној држави Бранденбург. Једно је од 38 општинских средишта округа Одер-Шпре. Према процјени из 2010. у граду је живјело 11.645 становника. Посједује регионалну шифру (AGS) 12067124.

## Географски и демографски подаци
Еркнер се налази у савезној држави Бранденбург у округу Одер-Шпре. Град се налази на надморској висини од 40 метара. Површина општине износи 16,6 km². У самом граду је, према процјени из 2010. године, живјело 11.645 становника. Просјечна густина становништва износи 702 становника/km².

## Међународна сарадња
| Мјесто | Држава | Врста сарадње | Од    |
| ------ | ------ | ------------- | ----- |
|        | Чешка  | контакт       | 1993. |
| Извор  |        |               |       |